# Anandrus
Anandrus és un gènere d'aranyes araneomorfes fòssils de la família dels sinotàxids (Synotaxidae). Fou descrit per A. Menge l'any 1856.
Les espècies d'aquest gènere s'han descobert en l'ambre a Europa, a la mar Bàltica (ambre bàltic). Daten del Paleogen.
Segons el World Spider Catalog versió 19.0 (2018), existeixen les següents espècies fòssils:
- Anandrus inermis (Petrunkevitch, 1942)
- Anandrus infelix (Petrunkevitch, 1950)
- Anandrus quaesitus (Petrunkevitch, 1958)
- Anandrus redemptus (Petrunkevitch, 1958)